# Carski okruzi
Carski okrug  ili carsko okružje  (latinski: Circulus imperii, množina:Circuli imperii njemački: Reichskreis, množina Reichskreise) naziv je za regionalne grupacije teritorija Svetog Rimskog Carstva, prvenstveno za potrebe organiziranja zajedničke obrambene strukture i prikupljanja carskih poreza, ali i kao sredstvo organizacije unutar Carskog Sabora (Reichstaga) i Carske sudske komore.[nedostaje izvor]
Svaki okrug imao je svoju skupštinu, iako nije njen svaki član bio nužno i član državnog Sabora.

## Stvaranje okruga
Na Saboru u Augsburgu održanom 1500. uspostavljeno je šest okruga kao dio reforme Carstva: 
- Bavarski okrug
- Švapski okrug
- Gornjerajnski okrug
- Saski okrug
- Frankonski okrug
- Donjerajnsko-vestfalski okrug

Izvorno, područja pod vlašću Habsburgovaca bila su izuzeta od te reforme. No, na Saboru u Trieru godine
1512. ove zemlje su podijeljene na sljedeća područja
- Austrijski okrug
- Burgundski okrug
- Gornjesaski okrug
- Izborni rajnski okrug

S obzirom na potraživanja Francuske  (tj. kralja Franje I. ) na Maksimilijanovu burgundsku baštinu, 1512 Sabor je pokrenuo službenu uporabu imena Carstva kao Svetog Rimskog Carstva () njemačke narodnosti  (latinski: Sacrum Romanum Imperium Nationis Germanicæ) u svom završnom spisu.
Iako je Carstvo izgubilo nekoliko zapadnih teritorija 1581. nakon odcjepljenja sedam pokrajina Ujedinjene Nizozemske i tijekom francuske aneksije iz 1679. ( mir u Nijmegenu), deset okruga ostalo je uglavnom nepromijenjeno sve do početka 1790., kada su francuska revolucija i ratovi poslije nje doveli do značajnih promjena na političkoj karti Europe.

## Teritoriji Carstva izvan okruga
Dio teritorija Carstva je ostao van ijednog okružja, na primjer:
- Zemlje Krune sv. Vaclava
- Teritorij Stare švicarske konfederacije
- Teritoriji Carstva na sjeveru današnje Italije
- Teritoriji carskih vitezova
- manji teritoriji kao što su
  - grofovija Montbéliard
  - kneževstvo Schmalkalden
  - kneževstvo Jever
  - seljačka republika Dithmarschen (do uklapanja u Holstein 1559 )